# Didn't I (Rod Stewart)
Didn't I è un singolo del 2018 del cantante rock britannico Rod Stewart, estratto dall'album Blood Red Roses.
Il brano è stato ufficialmente pubblicato nel luglio 2018, come anticipazione del nuovo album da solista dell'artista britannico con Republic Records. Nella canzone Stewart mescola le tipiche sonorità pop rock con un sound country, duettando con la cantante statunitense Bridget Cady (componente della band di Stewart).

## Descrizione
Il testo contiene una toccante ed accorata esortazione che un attempato padre rivolge a sua figlia in merito al non fare uso di droghe (come si può chiaramente notare in alcune strofe: "Non è vero che ho cercato di dirti, che quella roba ti ucciderà? / Oh non è vero? / Ma hai pensato che fosse fico, e che io fossi solo un vecchio pazzo / Oh, guardati!").